# 沃尔高·贝洛
沃尔高·贝洛（匈牙利語：Varga Béla，1888年6月2日—1969年4月4日），匈牙利男子摔跤运动员。他曾代表匈牙利参加1912年和1924年夏季奥林匹克运动会摔跤比赛，其中1912年奥运会获得一枚铜牌。